# Тадеуш Мазовјецки
Тадеуш Мазовјецки (пољ. Tadeusz Mazowiecki; Плоцк, 18. април 1927 — Варшава, 28. октобар 2013) био је пољски политичар и 1. премијер Пољске од 24. августа 1989. до 12. јануара 1991. На месту премијера је наследио Едварда Шчепаника (у егзилу) а њега је наследио Кшиштоф Јан Бјелецки. Био је члан антикомунистичког синдиката „Солидарност”.